# 라이스 (2017년 영화)
라이스(Raees, Wealthy)는 인도에서 제작된 라울 돌라키아 감독의 2017년 액션, 범죄, 스릴러 영화이다. 샤룩 칸 등이 주연으로 출연하였고 파르한 악타르 등이 제작에 참여하였다.

## 출연

### 주연
- 샤룩 칸
- 써니 레온
- 나와주딘 시디퀴

### 조연
- 마히라 칸 아스카리
- 뭄타즈 소카르
- 가우탐 로드
- 루핀더 나그라
- 쉬바 차다
- 자키르 후세인
- 고빈드 남데오
- 모하메드 지샨 아유브
- 비벡 바스와니
- 카이자드 코트월